# Biblis
Biblis település Németországban, Hessen tartományban. Lakosainak száma 9145 fő (2023. december 31.).

## Népesség
A település népességének változása:
| Lakosok száma | 8757 | 8910 | 9025 | 9073 | 9169 | 9170 | 9145 |
|               | 2010 | 2015 | 2017 | 2019 | 2021 | 2022 | 2023 |